# Literatura ídix
La literatura ídix comprèn les obres literàries escrites en ídix, la llengua dels jueus asquenazites, estretament emparentada amb l'alt alemany mitjà. Aquesta literatura reflecteix la història dels asquenazites, des dels seus orígens a l'Europa central fins a la seva expansió al llarg dels segles cap a l'Europa oriental, estenent-se per un vast territori que hom ha anomenat Ídixland.
Hom pot distingir tres etapes històriques dins de la literatura ídix: la literatura antiga; la literatura hassídica i de la Haskole, i la literatura moderna.* Tot i que és difícil precisar les dates exactes d’aquests períodes, es pot dir que la literatura ídix antiga va existir aproximadament entre els anys 1300 i 1780, la literatura hassídica i de la Haskole entre els anys 1780 i 1890, i la literatura ídix moderna des de l’any 1864 fins a l’actualitat. Una divisió alternativa divideix la literatura en antiga i moderna, incloent la literatura hassídica dins l’antiga i la il·lustrada dins la moderna i situant el tall cronològic aproximat a l’any 1800.

## Literatura ídix antiga
La literatura ídix va començar amb traduccions i comentaris de textos religiosos. L’escriptor més destacat d’aquest primer període va ser Èlie Bòkher, també conegut com Elies Levita, que va traduir i va adaptar la novel·la de cavalleries de Bevis de Hampton a partir de la versió italiana, Buovo d’Antona. La versió de Bòkher, anomenada Bovo d’Antona i més tard coneguda amb el títol de Bovo-buch, va circular manuscrita a partir de l’any 1507; més tard, l’any 1541, es va publicar a Isny, una vila de l'Alta Suàbia. Aquesta obra il·lustra la influència de les formes literàries europees sobre la literatura ídix emergent, no només pel que fa a la temàtica, sinó també per la forma de les seves estrofes i l’esquema rítmic, que s’adapten de l’ottava rima italiana. Amb tot, Bòkher va modificar molts trets del relat per introduir-hi elements culturals jueus, encara que no concordessin amb la naturalesa essencialment cristiana de la cavalleria.
Als segles XIV i XV van aparèixer diversos poemes èpics en ídix. Les obres més rellevants d’aquest gènere són el Šmuel-Buch (‘Llibre de Samuel’) i el Mlochim-Buch (‘Llibre dels àngels’), dues novel·les de cavalleries sobre el rei David i altres herois bíblics. La forma estròfica d’aquests poemes s’assembla a la del Cant dels Nibelungs. Seguint l’exemple d'altres epopeies europees, el Šmuel-Buch no només es recitava, sinó que es cantava o se salmodiava amb acompanyament musical, i la seva melodia era ben coneguda a les comunitats jueves. Lluny de ser adaptacions rimades de la Bíblia, aquests antics poemes èpics ídixs fusionaven el material bíblic i midràixic amb la poesia cortesana europea, creant així una epopeia asquenazita pròpia comparable a l’esmentat Cant del Nibelungs o a la Cançó de Rotllan.
Una altra obra influent de la literatura ídix antiga és el Mayse-buch (‘Llibre de rondalles’), publicat l’any 1602, que recopila relats ètics basats en fonts hebrees i rabíniques, així com contes i llegendes populars. Basant-se en la inclusió d’algunes rondalles no jueves, hom ha deduït que el compilador devia viure a la zona occidental de l’actual Alemanya durant el darrer terç del segle XVI. Aquestes rondalles instructives es continuen llegint fins al dia d’avui en comunitats haredis, especialment entre els hassids.
Un altre llibre destacable de l’època és el Tsene-rene del rabí Jacob ben Isaac Aixkenazi. Publicat l’any 1616, és un comentari sobre les lectures setmanals de la Torà adreçat a un públic femení, i avui en dia encara és un llibre molt present a les llars ídixs.
Dins d’aquesta etapa de la literatura ídix hi ha molt poques autores, però sí que han arribat fins als nostres dies diverses col·leccions de tchines (oracions personals que no formen part de la litúrgia) escrites per dones com ara Sara bas-Tòivem o Sara Rebeca Raquel Lea Horòvits, totes dues del segle XVIII. El text més extens d’aquesta època degut a una dona són les memòries de Glikl d’Hamelín, escrites a cavall dels segles XVII i XVIII, un document familiar que no es va publicar fins al 1896.

## Literatura hassídica i de la Haskole

### Biografies hassídiques
L’auge del misticisme popular hassídic al segle XVIII va donar lloc a un tipus específic d’obra literària. Al costat del seu pensament erudit, van sorgir relats hagiogràfics que lloaven els líders del moviment. Aquestes històries anecdòtiques o miraculoses representaven les noves doctrines hassídiques encarnades per la figura del tsàdek o “home just”, l’omnipresència divina i la vàlua de la gent normal i corrent.
A través d’aquesta literatura hassídica van entrar al folklore jueu d’Europa de l’est molts de temes cabalístics, com ara relats sobre la reencarnació o les possessions, que més endavant serien adaptats per escriptors seculars. La literatura hassídica va ser objecte de paròdia per diversos autors vinculats a la Haskole.
Al segle XX Martin Buber va donar a conèixer el hassidisme al món secular a través dels seus relats, mediatitzats pel seu propi pensament.

### Paràboles hassídiques
Dins de les obres de filosofia hassídica també es va fer servir la forma narrativa de les paràboles per a il·lustrar el seu nou misticisme. Per tal d’arribar a la gent senzilla, Bal Xem Tov se servia d’analogies breus i commovedores, ensenyaments al·lusius i anècdotes encoratjadores. Vet aquí, a tall d’exemple, una paràbola de Bal Xem Tov per a explicar el significat místic de bufar el corn de marrà per Cap d’Any:
Una vegada un rei envià son fill lluny de palau perquè veiés món, però tristament el príncep perdé els costums reials i fins oblidà la seva llengua. Després d’anys d’exili, el príncep recordà la seva veritable condició i volgué tornar a palau. En acostar-se a les portes, els guardes no el reconegueren i li negaren l’entrada. El rei sortí al balcó per veure qui feia aquell enrenou, però ni ell mateix no reconeixia el seu propi fill, que ara anava vestit com un pagès. El príncep patia perquè no recordava la llengua reial i finalment cridà amb tota la seva ànima, fent un crit llarg i sense paraules. En aquell moment el rei reconegué la seva veu i s’alegrà de retrobar-s’hi.
Entre els mestres clàssics que van integrar les paràboles de Baal Xem Tov a les seves obres de pensament hassídic destaca la cèlebre figura de Nakhmen de Brèslev. Les tretze rondalles meravelloses del seu llibre Sipurei mayses, publicat l’any 1816, van elevar la paràbola mística a un gènere literari propi. Si les analogies d'altres mestres tenien missatges directes, els contes imaginatius i envitricollats del rabí Nakhmen, que incloïen relats dins de relats, oferien comentaris místics i devocionals complexos que admetien diverses lectures. La tretzena rondalla, “Els set captaires”, és la més intricada de totes. En aquest relat hi falta la història del setè dia, perquè segons Nakhmen només es coneixeria quan vingués el Messies. Els contes, escrits en ídix i amb traducció a l'hebreu de Nosn de Brèslev, han exercit una gran influència sobre el desenvolupament de la literatura ídix.

### Literatura de la Haskole
Durant els mateixos anys en què va sorgir el hassidisme, també va aparèixer un moviment secular molt influent: la Haskole. Influït per la Il·lustració, aquest moviment s’oposava a la superstició en la vida religiosa i a l’educació antiquada que rebien fins llavors la majoria de jueus asquenazites. Els partidaris de la Haskole defensaven que les comunitats jueves s’havien d’integrar més en la cultura i la societat europees i s’oposaven fermament al hassidisme. Yisròel Aksenfeld, Xloime Ètinguer i Àizik Mèier Dik són alguns dels escriptors que van escriure obres en ídix emmarcades dins d’aquest moviment, si bé cal subratllar que la majoria d’autors il·lustrats preferien escriure en hebreu.
Yisròel (o Israel) Aksenfeld (1787–1866) havia estat seguidor del rabí Nakhmen de Brèslev, però més endavant va abandonar el hassidisme i en va esdevenir un ferm detractor. La seva novel·la Dos šterntichl (‘El mocador de cap’), publicada el 1861, retrata la cultura hassídica com un món intolerant i estret de mires. Només va aconseguir publicar cinc obres a causa de l’oposició dels líders hasídics. La seva obra és realista i mostra la influència de la literatura russa del segle xix.
Xloime Ètinguer (o Solomon Ettinger, 1803–1856) era metge i va escriure obres de teatre, entre elles Serkele, la més important de l’època il·lustrada. El seu estil satíric mostra la influència del teatre europeu, sobretot de Molière. Hom considera que el seu estil és més elevat que no pas el d’Aksenfeld.
Àizik Mèier Dik (o Isaac Mayer Dick, 1808–1893) és autor d’alguns reculls de relats que van vendre desenes de milers d’exemplars. El seu paper en el desenvolupament literari és important tant pel contingut de les seves obres, de caràcter didàctic, com per la seva contribució a crear un públic en ídix. Dik també va escriure obres en hebreu, com la cèlebre paròdia talmúdica Massekhet aniyut (‘Tractat de la pobresa’).

## Literatura ídix moderna

### Els tres escriptors clàssics
Hom sol considerar que la literatura ídix moderna comença amb la publicació l’any 1864 de la novel·la Dos kleyne mentshele (‘La petita personeta’) de Xòlem Iànkev Abramòvitx (1835–1917). Fins a aquesta publicació, Abramòvitx havia escrit en hebreu, la llengua en què es comunicaven entre si molts partidaris de la Haskole. Amb aquesta novel·la, publicada per entregues en un diari ídix, Abramòvitx va presentar el seu alter ego, el personatge de Mèndele Mòikher Sfòrem (“Mèndele el venedor ambulant de llibres”), una figura que narra aquesta i moltes històries posteriors. El mateix Abramòvitx és conegut sovint per aquest nom, que figura com a “autor” en diversos dels seus llibres, produint un complex conjunt de relacions entre l’autor i el personatge. L’obra d’Abramòvitx és irònica i aguda, alhora que manté el to narratiu d’un pagès. La seva obra critica la corrupció tant dins de la comunitat jueva com la que provenia de les institucions governamentals russes i poloneses. També continua la tradició de la literatura Haskole amb atacs contra la superstició i algunes tradicions antiquades com el matrimoni concertat.
La gran influència de Mèndele Mòikher Sfòrem s’explica per dos factors. En primer lloc, va escriure en ídix en una època en què la majoria dels autors jueus encara s’inclinaven per l’hebreu o una llengua gentil com l’alemany. En segon lloc, Mèndele Mòikher Sforem va introduir les lletres ídixs a l’era moderna mitjançant l’ús d’estratègies retòriques que van permetre expressar el seu programa de reforma social en un nivell literari i artístic més elevat. La profusió de literatura ídix en formes modernistes posterior a Mèndele Mòikher Sforem demostra com va ser d’important aquesta evolució per a donar veu a les aspiracions jueves, tant socials com literàries. Els primers escriptors importants que van seguir Mèndele Mòikher Sforem van ser Xòlem Rabinòvitx (conegut popularment pel seu nom de ploma Xòlem Alèikhem) i Y. L. Pèrets.
Les obres més conegudes de Xòlem Alèikhem (1859–1916) són històries centrades en el personatge de Tèvie el lleter. Escrites al llarg de molts anys i en resposta a les diverses catàstrofes que van patir les comunitats jueves de l’Europa central i de l’est a cavall dels segles XIX i XX, aquestes històries exemplifiquen l’estil de Xòlem Alèikhem, marcat per la seva voluntat de fer “riure a través de les llàgrimes”. A més, amb l’almanac Di yidishe folksbibliotek (‘La biblioteca popular ídix’), Xòlem Alèikhem va crear un primer canon de la literatura ídix on Mèndele Mòikher Sfòrem ocupava el lloc d’honor. Amb aquell alamanac Xòlem Alèikhem pretenia dignificar la literatura ídix com una literatura escrita pel poble per al poble, en clar contrast amb la literatura il·lustrada precedent.
Yítskhok Lèibuix Pèrets (1852–1915) va traslladar a l’ídix una àmplia gamma de tècniques modernistes que va descobrir en la literatura europea. Defensor d’una cultura jueva progressista i urbana, la seva ficció és enormement matisada i permet múltiples lectures. La seva obra és alhora senzilla i càustica, més psicològica i més individualista que la de Mèndele Mòikher Sforem o Xòlem Alèikhem. És per això que se’l considera el primer autor veritablement modernista de la literatura ídix. Va escriure sobretot contes, dels quals “Bontše švayg” (‘Bontxe el silenciós’) és un dels més coneguts. Com una bona part de la seva obra, amb aquest conte aconsegueix transmetre dos missatges aparentment oposats: la simpatia envers els oprimits i la crítica contra la passivitat com a resposta a l’opressió.
Tots plegats, Mèndele Mòikher Sforem, Xòlem Alèikhem i Y. L. Pèrets se solen considerar els tres escriptors clàssics de les lletres ídixs. Hom també els anomena, respectivament, “l’avi”, “el pare” i “el fill de la literatura ídix”. Aquesta expressió omet el fet que tots ells van ser si fa no fa contemporanis i que és més adient concebre’ls com un fenomen únic que no pas com a manifestacions generacionals diferents d’un mateix moviment. Amb tot, aquesta expressió va ser proposada pels mateixos escriptors clàssics, potser com a mitjà de dotar la seva incipient cultura literària d’un llinatge que es pogués contraposar a d'altres literatures mundials que tan admiraven.

### Principals moviments i figures literàries
Quan els tres escriptors clàssics encara eren al seu apogeu, a Nova York va sorgir un moviment literari ídix radicalment modern: els “Sweatshop Poets”. Eren tots immigrants de classe treballadora que van viure de primera mà les condicions de treball inhumanes a les fàbriques de la seva època. Els membres més destacats d’aquest grup eren Morris Rozenfeld, Morris Vintxevski, Dòved Èdelxtat i Iòissef Bòvxover. La seva obra se centra en els temes de l’opressió laboral i la lluita proletària i fa servir l’estil de la poètica victoriana, produint una retòrica molt estilitzada; això fa que avui dia no sigui gaire llegida ni apreciada.
Per la mateixa època, a Varsòvia, un grup d’escriptors al voltant de Y. L. Pèrets va portar l’ídix a un altre nivell d’experimentació literària moderna. Entre ells hi havia Dòved Pinski, Xòlem Aix, I. M. Vàisnberg o X. An-ski, famós per la seva versió d’El díbek, fruit dels seus treballs en l’àmbit de l’etnografia.
Més endavant es va formar, també a Varsòvia, un altre grup, anomenat “Di Chalyastre” (‘La banda’), que incloïa autors tan destacables com Yisròel Ièixue Zínguer, Pèrets Hírxbein, Mèilekh Ràvitx o Uri Tsvi Grínberg (que després va passar a escriure la major part de la seva obra en hebreu). Aquest grup va trencar amb els escriptors ídixs anteriors i va intentar alliberar l’escriptura ídix, especialment el vers, de la seva preocupació per la política i el destí dels jueus.
A Nova York sorgí un grup amb un es preocupacions semblants a les de “Di Chalyastre”, anomenat “Di Yunge” (‘Els joves’). Entre ells hi havia Mani Leib, Moixe-Leib Hàlpern, H. Lèivik, Zixe Landau i els prosistes Dòved Ignàtof, Làmed Xapiro i Àizik Raboi.
Pocs anys després que “Di Yunge” guanyés notorietat, un grup anomenat “In Zikh” (‘En si’) es va declarar la veritable avantguarda, rebutjant el vers mesurat i declarant que els temes no jueus eren una temàtica vàlida per a la poesia ídix. El membre més important d’aquest grup era Iànkev Glàtxtein. A Glàtxtein li interessaven els temes exòtics, els poemes que emfatitzaven el so de les paraules i, més tard, abans i durant la Xoà , les reapropiacions de la tradició jueva. El seu poema “A gute nacht, velt” (‘Bona nit, món’), de 1938, anticipava la tragèdia que planava sobre l’Europa de l’est.
A Vílnius, un dels centres històrics més significatius per a la cultura ídix (anomenat per això la “Jerusalem lituana”), el grup “Yung Vilne” (‘Vílnius jove’) aplegava Khàiem Grade, Avrom Sútskever i Xmerke Katxerguinski. El relat de Grade “Mayn krig mit Herš Raseyner” (‘La meva baralla amb Hersh Rasseyner’) és una de les narracions en ídix clàssiques posteriors a la Xoà i resumeix el dilema filosòfic a què s’enfronten molts de supervivents. Sútskever, per la seva banda, va ser un dels poetes ídixs més importants del segle xx.
Durant el gir radical de la dècada de 1930, un grup d’escriptors al voltant del Partit Comunista dels Estats Units es vadonar a conèixer com “Di Linke” (‘L’esquerra’). Aquest grup incloïa Moixe Nadir, Malke Lee i Ber Grin. Al Canadà va guanyar fama un una escola d’escriptors similar, coneguda com el “Proletariat”, amb Yúdika com a membre destacat.
Fins a l’any 1948, la literatura ídix va viure una florida espectacular a la Unió Soviètica, amb escriptors de la talla de Dòved Bèrguelson, Der Níster, Pèrets Màrkix o Moixe Kúlbak. L’any 1949, però, Stalin va llançar una campanya antisemita amb l’objectiu d’erradicar l’autonomia cultural jueva: va clausurar el Comitè Antifeixista Jueu, el Teatre Estatal Ídix, totes les editorials jueves i tots els periòdics jueus, excepció feta del Birobidžaner Štern, publicat a la remota Província Autònoma dels Hebreus. Un grup d’escriptors van ser assassinats durant una purga estalinista coneguda com “la nit dels poetes assassinats”, perpetrada entre el 12 i el 13 d’agost de 1952, amb víctimes com Ítsik Fèfer o Leib Kvitko.
Dòved Bèrguelson (1884–1952) és considerat per molts un geni infravalorat la novel·la modernista. Entre els escriptors soviètics més destacats que es van salvar de la persecució es troben Moixe Àltman, Íkhil Xràibman, Note Lúrie, Eli Xèkhtman, Xike Driz, Rivke Rubin o Xira Gòrxman, entre d'altres. No és clar per què alguns escriptors van ser perseguits i d'altres no, atès que tots tractaven temes semblants i participaven en agrupacions similars d’intel·lectuals jueus.
Cal subratllar que també hi ha escriptors que no es van associar a cap grup literari concret o que ho van fer durant un breu període abans d’emprendre altres camins creatius. Entre aquests autors es troba, per exemple, Ítsik Mànguer, que en les seves obres va reinterpretar relats bíbliques i altres històries jueves de manera enginyosa, però alhora profundament intel·lectual. Altres escriptors d’aquesta categoria seien Iòissef Opatoixu, Y. B. Zínguer (sovint anomenat “Baixevis” per distingir-lo del seu germà gran), Y. I. Zínguer i Aren Zeitlin.
La Xoà va ser objecte d’elaboració literària per a molts escriptors que van escriure durant la Segona Guerra Mundial i la postguerra. Alguns van escriure poesia i relats mentre eren als guetos, als camps de la mort o en grups de partisans. Entre els escriptors ídixs més coneguts pels seus escrits sobre la Xoà hi ha Yítskhok Katsenelson o Kàtsetnik, mentre que Leib Ròkhman és l’autor més destacat d’entre els que van abordar literàriament l’etapa de postguerra.

### Autores de la literatura ídix
Una característica interessant de la literatura ídix en els seus anys de més activitat (el període comprès entre 1900 i 1940) és la presència de nombroses escriptores, que al més sovint no estaven tan implicades en moviments específics ni gaire vinculades a corrents artístics concrets. Escriptores com Tsílie Dropkin, Anna Margolin, Kàdie Molodovski, Èster Krèitman, Katie Brown i Esther Xumiàtxer Hirxbein van crear obres que no encaixen fàcilment en una categoria concreta i que sovint són experimentals quant a la forma o el tema. L’obra de Margolin va ser pionera en l’ús de la rimes en la lírica ídix. Dropkin va introduir un vocabulari marcadament eròtic i mostrava la influència de la poesia russa del segle xix. Krèitman, germana de Y. I. i Y. B. Zínguer, va escriure novel·les i relats curts, molts dels quals criticaven durament la desigualtat de gènere en la vida jueva tradicional.
En el panorama literari ídix europeu i nord-americà de les primeres dècades del segle xx, els crítics literaris consideraven les escriptores un fenomen estrany, alhora que els editors de diaris i revistes, especialment els de la premsa socialista i anarquista, s’afanyaven a publicar obres de dones com un segell de modernitat i amb l’esperança d’augmentar les vendes. Segons alguns escriptors i editors de l’època, com ara Avrom Reizen o Aren Glants-Lèieles, les escriptores van fer contribucions molt importants per a l’emergent literatura ídix nord-americana.

### Yítskhok Baixevis Zínguer i el Premi Nobel
La concessió del Premi Nobel de Literatura a Yitskhok Baixevis Zínguer (1902–1991), conegut en anglès i internacionalment com a Isaac Bashevis Singer, l’any 1978 va contribuir a consolidar la seva reputació com un dels grans escriptors de la literatura universal. Alguns crítics ídixs, però, no veien bé la presència “excessiva” de sexe i supersticions en l’obra de Zínguer, que en la seva opinió desprestigiava la literatura ídix en general. A més, el costum de Zínguer de presentar-se davant de la premsa nord-americana com l’últim o l’únic escriptor en ídix molestava les dotzenes d’escriptors que encara vivien i treballaven en aquella època. Però malgrat aquestes disputes (que fins a cert punt encara continuen, anys després de la mort dels protagonistes), la majoria d’estudiosos de l’ídix coincideixen avui que la concessió del Premi Nobel a Zínguer va ajudar a atreure una atenció sense precedents sobre la literatura ídix i ha servit per augmentar l’interès envers aquest camp en general. Molts d’estudiosos creuen que és un premi justificat per la part de l’obra de Zínguer que està disponible en traducció anglesa, que són les que es consideren més reeixides.

## Traduccions de literatura ídix al català

### Xòlem Alèikhem
- «Un pròleg». Joaquim Armengol (trad. del castellà). El Procés: revista contracultural a l’abast de ben pocs, núm. 2 (juliol 2012), p. 20.[11]

### X. An-ski
- Entre dos mons: el dibbuq: llegenda dramàtica en quatre actes. Anna Soler, Joan Ferrer (trad.). Barcelona: Males Herbes, 2018.

### Nakhmen de Brèslev
- Contes cabalístics. Joan Ferrer, Jordi Sidera (ed. i trad.). Barcelona: Fragmenta, 2016.[12]

### Kàdie Molodovski
- «Obriu la porta», «El cicle d’un abric». Eulàlia Sariola (trad. de l'hebreu). Dins: Nira Harel (ed.), La cadena daurada: poemes meravellosos per a infants: de Bialik a Yonatan Guefen, Barcelona: Alrevés, 2010, p. 20-27.[11]

### Y. L. Pèrets
- Casada!: un conte jueu. Barcelona: Ed. Castells, Imp.Valls, 192?.

### Leib Ròkhman
- A passes cegues per la terra. Joan Ferrarons (trad. de l'ídix). Barcelona: Club Editor, 2023.[13]

### Debora Vogel
- Figures geomètriques. Golda van der Meer (trad. de l'ídix). Barcelona: Flâneur, 2024.[14]

### Zígmunt Xtein
- Brigades Internacionals: la fi d’un mite. Josep Alemany (trad. del francès), Odette Stein (nota biogràfica), Jean-Jacques Marie (epíleg). Barcelona: Edicions 1984, 2014.[11]

### Yítskhok Baixevis Zínguer
- A la llar d’un rabí. Pep Julià (trad.). Barcelona: Edicions 62, 1993.
- Contes jueus. Barcelona: Barcanova, 1989.
- El gòlem. Ferran Toutain (trad.), Jordi Clapers (il·l.). Barcelona: Empúries, 1986.
- Keile la pèl-roja. Eulàlia Sariola (trad.). Barcelona: Quaderns Crema, 2023.
- La cabra Zlateh i altres contes. Xavier Pàmies (trad.), Maurice Sendak (il·l.). Pontevedra: Kalandraka, 2019.
- Un amic de Kafka i altres contes. Maria Rosich (trad.). Barcelona: Viena Edicions, 2019.